# Морозов, Борис Николаевич
Борис Николаевич Морозов (1936 — 2011) — советский генерал-майор, организатор испытаний ракетно-космической  техники. Начальник космических частей — заместитель начальника 53-го НИИП МО СССР (1984—1989) и руководитель 1-го Научно-испытательного центра космических средств и пилотируемых программ ГНИИЦ космических средств МО СССР (1989—1991). Лауреат Государственной премии СССР (1976).

## Биография
Родился 11 июля 1936 года в городе Чимкент, Южно-Казахстанской области Казахской ССР.

### Образование
С 1954 по 1959 год обучался в Черноморском высшем военно-морском училище имени П. С. Нахимова по окончании которого направлен в РВСН СССР.

### Служба на космодромеПлесецки участие в испытаниях ракетно-космической техники
С 1960 по 1989 год на научно-исследовательской работе в Научно-исследовательском испытательном полигоне ракетного и космического вооружения МО СССР (с 1963 года — 53-й Научно-исследовательский испытательный полигон МО СССР) в должностях: помощник начальника отдела специального вооружения, с 1960 по 1966 год — помощник начальника инженерной службы по автоматизированным системам управления и заместитель руководителя группы по инженерно-ракетной службе 70-й боевой стартовой станции 1-го управления, в составе этой боевой станции находился стартовый комплекс
двухступенчатой межконтинентальной баллистической ракеты «Р-7А». С 1966 по 1967 год — заместитель начальника инженерно-ракетной службы, с 1967 по 1968 год - старший инженер, с 1968 по 1969 год — руководитель группы, с 1969 по 1976 год —  заместитель командира 16-й Отдельной инженерно-испытательной части по ракетному вооружению. С 1976 по 1982 год — начальник отдела 2-го испытательного управления по подготовке ракет-носителей, с 1982 по 1984 год — руководитель 2-го испытательного управления. С 1984 по 1989 год — начальник космических частей — заместитель начальника 53-го Научно-исследовательского испытательного полигона МО СССР. В 1989 году при непосредственном участии Б. Н. Морозова был организован 1278-й центр испытаний и применения космических средств.
Б. Н. Морозов с 1968 года являлся непосредственным участником переоборудования ракетных комплексов для обеспечения запусков космических аппаратов трёхступенчатой ракеты-носителя  «Восход» из семейства Р-7. С 1969 года Б. Н. Морозов был участником запуска ракеты-носителя «Восход» совместно с разведывательным космическим аппаратом «Зенит-2», а с 1971 года в составе спутника оптической разведки «Зенит-4М». Б. Н. Морозов многие годы являлся председателем Государственных комиссий по 
испытаниям и приёму на вооружение космических аппаратов «Кольцо» (с 1982 года) и «Дуга-К» (с 1985 года) созданных на базе калибровочного космического аппарата «Тайфун». Под руководством и при активном участии Б. Н. Морозова было осуществлено свыше тысячи запусков ракет-носителей с различными типами космических аппаратов военного, научного и гражданского назначения.
В 1986 году «закрытым» Постановление ЦК КПСС и СМ СССР «За постановку на вооружение новых ракетно-космических комплексов специального назначения» Б. Н. Морозов был удостоен Государственной премии СССР в области науки и техники.

### Последующая служба вГНИИЦ космических средств МО СССР
С 1989 по 1991 год на научно-исследовательской работе в Главном научно-исследовательском испытательном центре космических средств МО СССР в должности — начальника 
1-го Научно-испытательного центра космических средств и пилотируемых программ.

### Смерть
Скончался 30 июня 2011 года в Москве, похоронен на Хованском кладбище.

## Награды
- Орден Дружбы народов (1983)
- Орден Красной Звезды (1991)
- Орден «За службу Родине в Вооружённых Силах СССР» 3-й степени (1975)

### Звания
- Государственная премия СССР (1986)[1]